# Vejen
Vejen es una localidad danesa del sur de Jutlandia que tiene una población de 9.393 habitantes (2013). Es la capital y principal ciudad del municipio de Vejen y pertenece a la región de Dinamarca Meridional.
Vejen fue una localidad rural cuyo nombre aparece en 1280 como Wægnæ. Posiblemente tome su nombre del río Vejen que corre por el norte y este. La línea de ferrocarril entre Esbjerg y Kolding estableció una estación al sur del pueblo de Vejen en 1874. En pocos años el poblado que surgió alrededor de la estación creció hasta unirse con el antiguo pueblo. Desde 1900 se establecieron varias industrias en Vejen y la localidad se desarrolló rápidamente.